# Утёс (береговой ракетный комплекс)
«Утёс» — советский и российский береговой противокорабельный оперативно-тактический комплекс.
Создание БРК «Утёс» было начато в 1961 году в соответствии с постановлением Совета министров СССР от 16 июля. Планировалось оснастить им существующие базы в Крыму («Объект-100») и на о. Кильдин (Баренцево море) («Объект-101»). Его разработку поручили ОКБ-52 под руководством В. Н. Челомея.

## Объект-100
Объект-100 состоял из двух дивизионов, первый был построен в горах у села Оборонное, второй — в шести километрах восточнее, у села Резервное.
Подземный ракетный комплекс строился в скальной породе, для защиты от ядерного оружия, под землей размещались командный пункт, хранилища ракет и цеха для подготовки и заправки топливом ракет.
На «Объекте-100» 28 мая 1971 года состоялся первый испытательный запуск ракеты П-35Б по учебной цели. На боевое дежурство комплекс был поставлен в апреле 1972 года. Последний раз учебные стрельбы были проведены в 1993 году.
В рамках договора о разделе Черноморского флота в 1996 году «Объект-100» был включён в ВМС Украины. По некоторым сведениям в 1997 году был произведён один учебный пуск ракеты, после чего какие-либо серьёзные мероприятия не проводились. В 2002 году дивизион был расформирован, вооружение и оборудование демонтированы, дивизион около села Оборонное.не был законсервирован и разрушился. Дивизион у села Резервное был законсервирован специалистами ВМСУ и сохранился. В 2014 году, после аннексии Крыма, Россия расконсервировала дивизион и в 2016 году ввела его в состав 15-й береговой ракетной бригады ЧФ РФ.

## Объект-101
«Объект-101» на острове Кильдин, в 1,5 км от Мурманского берега Кольского полуострова. Объект был закончен в 1976 г. «Объект 101» продолжал службу до 1995 года, когда полк был расформирован, личный состав отправлен на «большую землю», а все средства ракетного комплекса оставлены на острове.

## В культуре
Балаклавский «Объект-100» «сыграл» роль американской подземной ракетной базы в советском военно-приключенческом фильме «Одиночное плавание» 1985 года. Показан процесс подготовки ракетной установки к пуску.